# تاریخچه آلودگی محیط زیست

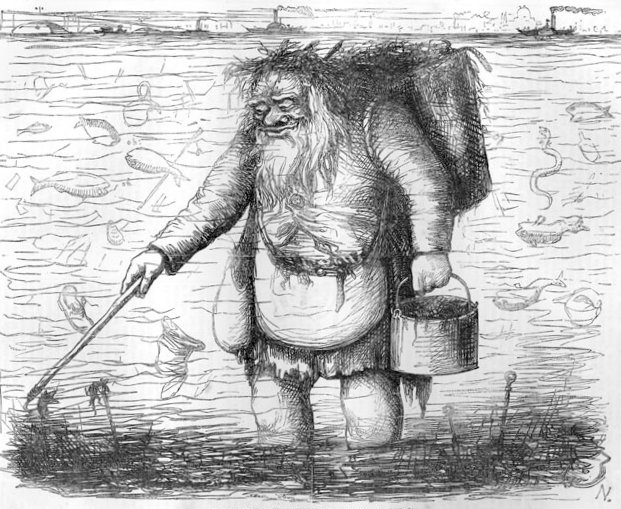
«پدر کثیف تیمز»، تصویری طنزآمیز از «بوی گند»، یک رویداد آلودگی در رودخانه تیمز در سال ۱۸۵۸.

تاریخچه آلودگی محیط زیست، سیستم‌های بوم‌شناسی تحت سلطه انسان را از اولین تمدن‌ها تا به امروز دنبال می‌کند. این تاریخ با افزایش موفقیت منطقه‌ای یک جامعه خاص مشخص می‌شود و به دنبال آن بحران‌هایی رخ می‌دهد که یا حل شده‌اند و پایداری ایجاد کرده‌اند، یا نه و منجر به زوال شده‌اند. در تاریخ اولیه بشر، استفاده از آتش و میل به غذاهای خاص ممکن است ترکیب طبیعی جوامع گیاهی و جانوری را تغییر داده باشد. بین ۸۰۰۰ تا ۱۲۰۰۰ سال پیش، جوامع کشاورزی پدیدار شدند که تا حد زیادی به محیط خود و ایجاد «ساختاری برای ماندگاری» وابسته بودند.
انقلاب صنعتی غرب در قرن‌های ۱۸ تا ۱۹ میلادی، از پتانسیل رشد عظیم انرژی موجود در سوخت‌های فسیلی بهره برد. زغال سنگ برای به حرکت درآوردن موتورهای کارآمدتر و بعدها برای تولید برق مورد استفاده قرار گرفت. سیستم‌های بهداشتی مدرن و پیشرفت‌های پزشکی، جمعیت زیادی را از بیماری محافظت کردند. در اواسط قرن بیستم، یک جنبش زیست‌محیطیِ در حال شکل‌گیری خاطرنشان کرد که هزینه‌های زیست‌محیطی مرتبط با مزایای مادی فراوانی که اکنون از آنها بهره‌مند می‌شوند، وجود دارد. در اواخر قرن بیستم، مشکلات زیست‌محیطی در مقیاس جهانی مطرح شدند. بحران‌های انرژی سال‌های ۱۹۷۳ و ۱۹۷۹ نشان داد که جامعه جهانی تا چه حد به منابع انرژی تجدیدناپذیر وابسته شده است. تا دهه ۱۹۷۰، ردپای اکولوژیکی بشر از ظرفیت تحمل زمین فراتر رفت، بنابراین شیوه زندگی بشر ناپایدار شد. در قرن بیست و یکم، آگاهی جهانی در مورد تهدید ناشی از تغییرات اقلیمی جهانی که عمدتاً ناشی از سوزاندن سوخت‌های فسیلی است، رو به افزایش است. یکی دیگر از تهدیدهای عمده، از بین رفتن تنوع زیستی است که عمدتاً ناشی از تغییر کاربری زمین است.

## تمدن‌های اولیه
در تاریخ اولیه بشر، اگرچه نیازهای انرژی و سایر منابع شکارچیان-گردآورندگان کوچ‌نشین کم بود، اما استفاده از آتش و میل به غذاهای خاص ممکن است ترکیب طبیعی جوامع گیاهی و جانوری را تغییر داده باشد. بین ۸۰۰۰ تا ۱۰۰۰۰ سال پیش، کشاورزی در مناطق مختلف جهان پدیدار شد. جوامع کشاورزی تا حد زیادی به محیط خود و ایجاد «ساختاری برای ماندگاری» وابسته بودند. جوامعی که از منابع غذایی محلی خود فراتر می‌رفتند یا منابع حیاتی خود را به پایان می‌رساندند، یا به جای دیگری می‌رفتند یا با فروپاشی مواجه می‌شدند.

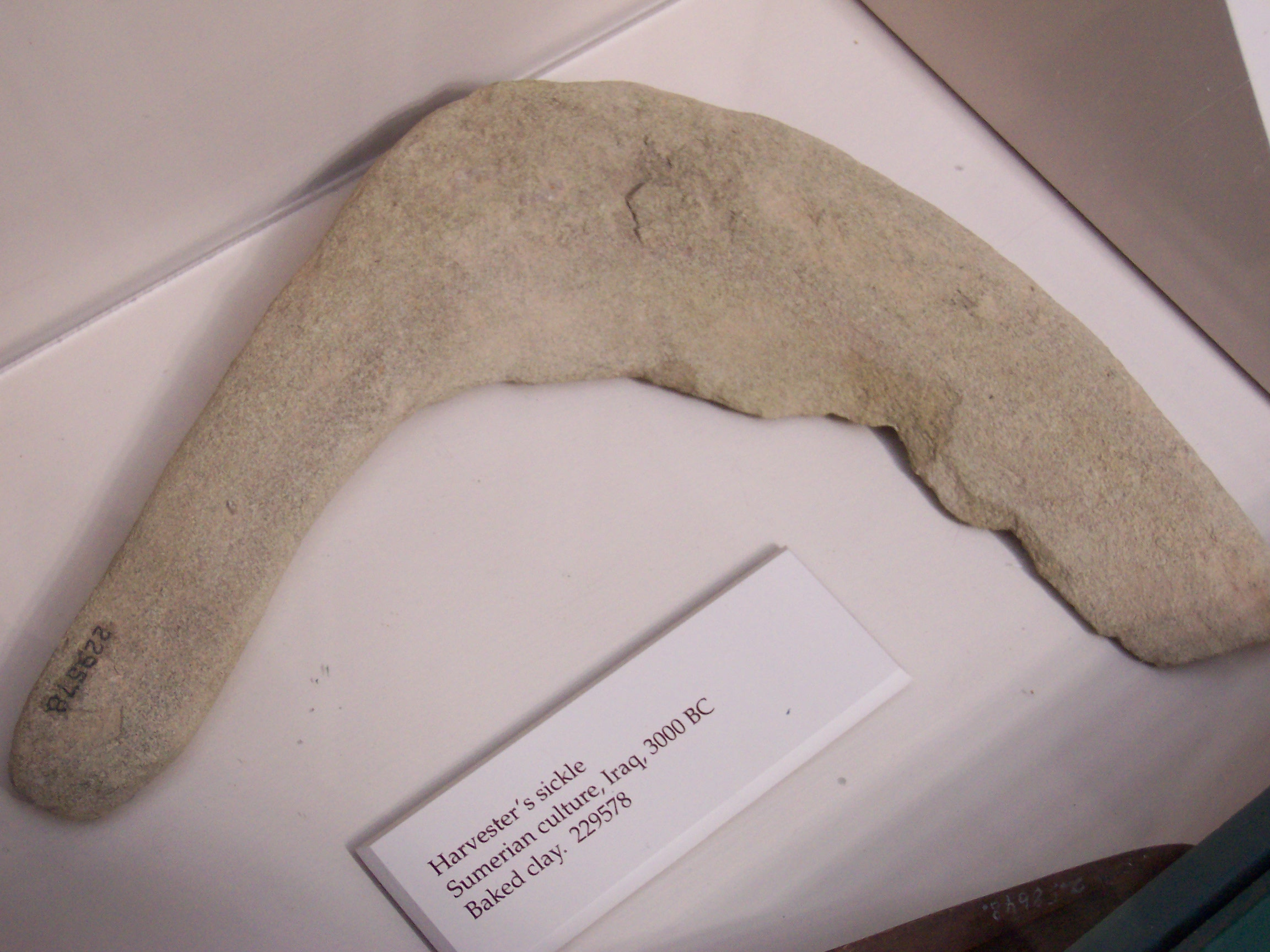
داس دروگر سومری، ۳۰۰۰ سال قبل از میلاد، ساخته شده از گل رس پخته

شواهد باستان‌شناسی نشان می‌دهد که اولین تمدن‌ها در سومر، در جنوب بین‌النهرین (عراق کنونی) و مصر پدید آمدند که قدمت هر دو به حدود ۳۰۰۰ سال پیش از میلاد مسیح برمی‌گردد. تا سال ۱۰۰۰ پیش از میلاد، تمدن‌هایی نیز در دره سند، چین، مکزیک، پرو و بخش‌هایی از اروپا تأسیس شدند. سومر مسائلی را که برای پایداری تمدن بشری اساسی هستند، به تصویر می‌کشد. شهرهای سومری از حدود سال ۱۰۰۰ میلادی کشاورزی فشرده و مداومی را در تمام طول سال انجام می‌دادند ح. 5300 پیش از میلاد مازاد غذای قابل انبار که توسط این اقتصاد ایجاد شد، به جمعیت اجازه داد تا به جای مهاجرت در جستجوی غذاهای وحشی و چراگاه، در یک مکان ساکن شوند. همچنین امکان تراکم جمعیت بسیار بیشتری را فراهم کرد. توسعه کشاورزی در بین‌النهرین مستلزم کارگران زیادی برای ساخت و نگهداری سیستم آبیاری آن بود. این به نوبه خود منجر به سلسله مراتب سیاسی، بوروکراسی و تحریم مذهبی، همراه با ارتش‌های دائمی برای محافظت از تمدن نوظهور شد. کشاورزی فشرده باعث افزایش جمعیت شد، اما همچنین منجر به جنگل‌زدایی در مناطق بالادست شد که منجر به سیل و آبیاری بیش از حد شد و شوری خاک را افزایش داد. در حالی که تغییر از کشت گندم به جو که تحمل بیشتری به شوری داشت، رخ داد، بازده همچنان کاهش یافت. در نهایت، کاهش تولیدات کشاورزی و عوامل دیگر منجر به زوال تمدن شد. تخمین زده می‌شود که از ۲۱۰۰ سال پیش از میلاد تا ۱۷۰۰ سال پیش از میلاد، جمعیت تقریباً شصت درصد کاهش یافته است. تمدن‌هایی که به‌طور مشابه تصور می‌شود در نهایت به دلیل مدیریت ضعیف منابع سقوط کرده‌اند، شامل مایاها، آناسازی‌ها و ساکنان جزایر ایستر و بسیاری دیگر می‌شوند. در مقابل، جوامع پایدار کشاورزان و باغدارانِ در حالِ تغییرِ مکان در گینه نو و آمریکای جنوبی وجود داشتند، و جوامع بزرگ کشاورزی در چین، هند و جاهای دیگر قرن‌ها در همان مکان‌ها کشاورزی کرده‌اند. برخی از فرهنگ‌های پولینزی، جوامع پایداری را برای مدت بین ۱۰۰۰ تا ۳۰۰۰ سال در جزایر کوچک با حداقل منابع با استفاده از راهویی و کایتیاکیتانگا برای کنترل فشار انسان بر محیط زیست، حفظ کرده‌اند. در سریلانکا، ذخایر طبیعی که در زمان سلطنت پادشاه دوانامپیاتیسا تأسیس شدند و قدمت آنها به ۳۰۷ سال قبل از میلاد مسیح برمی‌گردد، به پایداری و زندگی هماهنگ با طبیعت اختصاص داده شده بودند.

## ظهور جوامع صنعتی

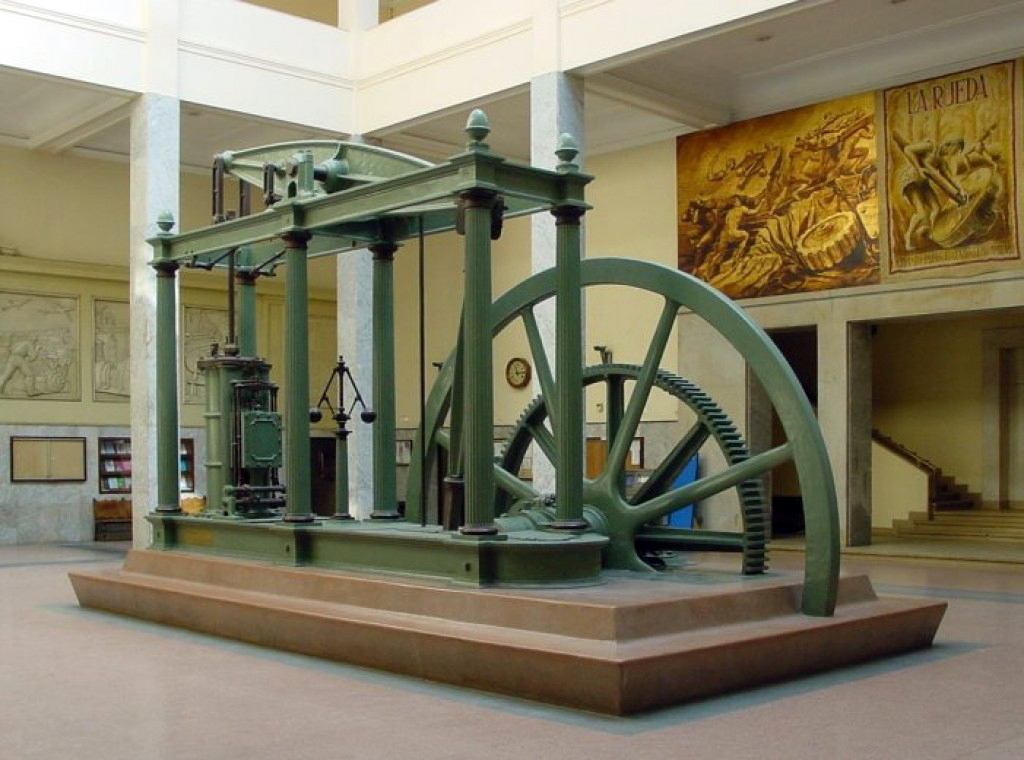
موتور بخار وات، موتور بخاری که عمدتاً با زغال سنگ کار می‌کرد و انقلاب صنعتی را در بریتانیا و جهان به پیش برد

پیشرفت‌های تکنولوژیکی طی چندین هزاره، به انسان‌ها کنترل فزاینده‌ای بر محیط زیست بخشید. اما این انقلاب صنعتی غرب در قرن‌های ۱۸ و ۱۹ بود که از پتانسیل رشد عظیم انرژی موجود در سوخت‌های فسیلی بهره برد. زغال سنگ برای به حرکت درآوردن موتورهای کارآمدتر و بعدها برای تولید برق مورد استفاده قرار گرفت. سیستم‌های بهداشتی مدرن و پیشرفت‌های پزشکی، جمعیت زیادی را از بیماری محافظت کردند. چنین شرایطی منجر به انفجار جمعیت انسانی و رشد بی‌سابقه صنعتی، فناوری و علمی شد که تا به امروز ادامه داشته و آغاز دوره‌ای از نفوذ جهانی انسان را که به عنوان آنتروپوسین شناخته می‌شود، رقم زده است. از سال ۱۶۵۰ تا ۱۸۵۰، جمعیت جهان دو برابر شد و از حدود ۵۰۰ میلیون نفر به ۱ میلیارد نفر رسید.
نگرانی‌ها در مورد تأثیرات زیست‌محیطی و اجتماعی صنعت توسط برخی از اقتصاددانان سیاسی عصر روشنگری و از طریق جنبش رمانتیک دهه ۱۸۰۰ ابراز شد. کشیش توماس مالتوس، نظریه‌های فاجعه‌بار و بسیار مورد انتقاد «ازدیاد جمعیت» را مطرح کرد، در حالی که جان استوارت میل مطلوبیت اقتصاد «ایستا» را پیش‌بینی کرد و بدین ترتیب دغدغه‌های رشته مدرن اقتصاد بوم‌شناختی را پیش‌بینی نمود. در اواخر قرن نوزدهم، یوجینیوس وارینگ اولین گیاه‌شناسی بود که روابط فیزیولوژیکی بین گیاهان و محیط آنها را مطالعه کرد و منادی رشته علمی بوم‌شناسی شد.

## اوایل قرن بیستم
تا قرن بیستم، انقلاب صنعتی منجر به افزایش تصاعدی مصرف منابع توسط انسان شده بود. افزایش سلامت، ثروت و جمعیت به عنوان یک مسیر ساده برای پیشرفت تلقی می‌شد. با این حال، در دهه ۱۹۳۰ اقتصاددانان شروع به توسعه مدل‌هایی برای مدیریت منابع تجدیدناپذیر (به قانون هتلینگ مراجعه کنید) و پایداری رفاه در اقتصادی که از منابع تجدیدناپذیر استفاده می‌کند (قانون هارتویک) کردند.
بوم‌شناسی اکنون به عنوان یک رشته علمی مورد پذیرش عمومی قرار گرفته بود و بسیاری از مفاهیم حیاتی برای پایداری مورد بررسی قرار می‌گرفت. این موارد شامل موارد زیر بود: ارتباط متقابل همه سیستم‌های زنده در یک سیستم سیاره‌ای زنده واحد، زیست‌کره؛ اهمیت چرخه‌های طبیعی (آب، مواد مغذی و سایر مواد شیمیایی، مواد، زباله)؛ و عبور انرژی از طریق سطوح تغذیه‌ای سیستم‌های زنده.

## اواسط قرن بیستم: محیط زیست‌گرایی
پس از محرومیت‌های ناشی از رکود بزرگ و جنگ جهانی دوم، جهان توسعه‌یافته وارد دوره جدیدی از رشد فزاینده شد، «شتاب عظیم… موجی در فعالیت‌های انسانی پس از دهه ۱۹۵۰ که بشریت را به عنوان یک نیروی ژئوفیزیکی جهانی تثبیت کرده است.» یک جنبش زیست‌محیطیِ در حال شکل‌گیری خاطرنشان کرد که هزینه‌های زیست‌محیطی مرتبط با مزایای مادی فراوانی که اکنون از آنها بهره‌مند می‌شوند، وجود دارد. نوآوری‌ها در فناوری (از جمله پلاستیک، مواد شیمیایی مصنوعی، انرژی هسته‌ای) و افزایش استفاده از سوخت‌های فسیلی، جامعه را متحول می‌کرد. کشاورزی صنعتی مدرن - «انقلاب سبز» - مبتنی بر توسعه کودهای شیمیایی، علف‌کش‌ها و آفت‌کش‌ها بود که پیامدهای مخربی برای حیات وحش روستایی داشت، همان‌طور که توسط زیست‌شناس دریایی، طبیعت‌شناس و فعال محیط زیست آمریکایی ، راشل کارسون، در کتاب «بهار خاموش» (۱۹۶۲) مستند شده است.
در سال ۱۹۵۶، نظریه اوج تولید نفت، دانشمند زمین‌شناسی آمریکایی ، ام. کینگ هابرت، یک اوج اجتناب‌ناپذیر تولید نفت را پیش‌بینی کرد، ابتدا در ایالات متحده (بین سال‌های ۱۹۶۵ تا ۱۹۷۰)، سپس در مناطق متوالی جهان - و پس از آن یک اوج جهانی مورد انتظار بود. در دهه ۱۹۷۰، دغدغه‌های محیط‌زیست‌گرایان در مورد آلودگی، انفجار جمعیت، مصرف‌گرایی و کاهش منابع محدود، در کتاب «کوچک زیباست» نوشته اقتصاددان بریتانیایی، ای.اف. شوماخر، در سال ۱۹۷۳ و کتاب «محدودیت‌های رشد» منتشر شده توسط اندیشکده جهانی، باشگاه رم، در سال ۱۹۷۵، نمود یافت.

## اواخر قرن بیستم
مشکلات زیست‌محیطی اکنون در مقیاس جهانی در حال گسترش بودند. بحران‌های انرژی سال‌های ۱۹۷۳ و ۱۹۷۹ نشان داد که جامعه جهانی تا چه حد به یک منبع تجدیدناپذیر وابسته شده است؛ رئیس‌جمهور کارتر در سخنرانی سالانه خود از آمریکایی‌ها خواست که «انرژی را ذخیره کنید. زباله‌ها را از بین ببرید. سال ۱۹۸۰ را به سال ذخیره انرژی تبدیل کنید.» در حالی که کشورهای توسعه‌یافته در حال بررسی مشکلات توسعه لجام‌گسیخته بودند، کشورهای در حال توسعه که با فقر و محرومیت مداوم مواجه بودند، توسعه را برای افزایش سطح زندگی مردم خود ضروری می‌دانستند. در سال ۱۹۸۰، اتحادیه بین‌المللی حفاظت از طبیعت ، استراتژی حفاظت از جهان تأثیرگذار خود را منتشر کرد و به دنبال آن در سال ۱۹۸۲، منشور جهانی طبیعت را منتشر کرد که توجه را به زوال اکوسیستم‌های جهان جلب می‌کرد.
در سال ۱۹۸۷، کمیسیون جهانی محیط زیست و توسعه سازمان ملل متحد (کمیسیون برانتلند) در گزارش خود با عنوان «آینده مشترک ما» اظهار داشت که توسعه قابل قبول است، اما باید توسعه‌ای پایدار باشد که نیازهای فقرا را برآورده کند و در عین حال مشکلات زیست‌محیطی را افزایش ندهد. تقاضای بشر بر روی کره زمین در طول ۴۵ سال گذشته در نتیجه رشد جمعیت و افزایش مصرف فردی، بیش از دو برابر شده است. در سال ۱۹۶۱ تقریباً همه کشورهای جهان ظرفیت کافی برای تأمین تقاضای خود را داشتند؛ تا سال ۲۰۰۵ وضعیت به‌طور اساسی تغییر کرده بود و بسیاری از کشورها تنها با واردات منابع از کشورهای دیگر می‌توانستند نیازهای خود را برآورده کنند. با افزایش آگاهی عمومی و پذیرش بازیافت و انرژی‌های تجدیدپذیر، حرکتی به سوی زندگی پایدار پدیدار شد. توسعه منابع انرژی تجدیدپذیر در دهه‌های ۱۹۷۰ و ۱۹۸۰، عمدتاً در توربین‌های بادی و فتوولتائیک‌ها و افزایش استفاده از برق آبی، برخی از اولین جایگزین‌های پایدار برای تولید سوخت فسیلی و انرژی هسته‌ای را ارائه داد، اولین نیروگاه‌های خورشیدی و بادی در مقیاس بزرگ در دهه‌های ۱۹۸۰ و ۱۹۹۰ ظاهر شدند. همچنین در این زمان بسیاری از دولت‌های محلی و ایالتی در کشورهای توسعه‌یافته شروع به اجرای سیاست‌های پایداری در مقیاس کوچک کردند.

## قرن بیست و یکم: آگاهی جهانی
از طریق کار دانشمندان اقلیم در هیئت بین‌دولتی تغییر اقلیم، آگاهی جهانی در مورد تهدید ناشی از تغییرات اقلیمی جهانی، که عمدتاً ناشی از سوزاندن سوخت‌های فسیلی است، افزایش می‌یابد. در مارس ۲۰۰۹، شورای آب و هوای کپنهاگ، تیمی بین‌المللی از دانشمندان برجسته آب و هوا، بیانیه‌ای قاطع صادر کرد: «سیستم آب و هوایی در حال حاضر فراتر از الگوهای تغییرپذیری طبیعی است که جامعه و اقتصاد ما در چارچوب آن توسعه یافته و رونق یافته است. این پارامترها شامل میانگین دمای سطح جهانی، افزایش سطح دریا، پویایی اقیانوس‌ها و صفحات یخی، اسیدی شدن اقیانوس‌ها و رویدادهای شدید آب و هوایی است. خطر قابل توجهی وجود دارد که بسیاری از این روندها تسریع شوند و منجر به افزایش خطر تغییرات ناگهانی یا برگشت‌ناپذیر آب و هوایی شوند.»
اقتصاد بوم‌شناختی اکنون در پی پر کردن شکاف بین بوم‌شناسی و اقتصاد نئوکلاسیک سنتی است: این اقتصاد یک مدل اقتصادی فراگیر و اخلاقی برای جامعه ارائه می‌دهد. انبوهی از مفاهیم جدید برای کمک به پیاده‌سازی و سنجش پایداری، از جمله حرکت بدون خودرو، رشد هوشمند (محیط‌های شهری پایدارتر)، ارزیابی چرخه عمر (تحلیل گهواره تا گهواره استفاده از منابع و تأثیر زیست‌محیطی در طول چرخه عمر یک محصول یا فرایند)، تحلیل ردپای اکولوژیکی، ساختمان‌سازی سبز، غیرمادی‌سازی (افزایش بازیافت مواد)، کربن‌زدایی (حذف وابستگی به سوخت‌های فسیلی) و موارد دیگر، به‌طور گسترده‌تری پذیرفته می‌شوند.
آثار بینا آگاروال و واندانا شیوا، در کنار بسیاری دیگر، برخی از خرد فرهنگی جوامع کشاورزی سنتی و پایدار را وارد گفتمان دانشگاهی در مورد پایداری کرده و همچنین آن را با اصول علمی مدرن آمیخته است. در سال ۲۰۰۹، آژانس حفاظت محیط زیست ایالات متحده آمریکا اعلام کرد که گازهای گلخانه‌ای با مشارکت در تغییرات اقلیمی و ایجاد موج‌های گرما، خشکسالی و سیل بیشتر و تهدید منابع غذایی و آب، «سلامت و رفاه عمومی» مردم آمریکا را به خطر می‌اندازند. بین سال‌های ۲۰۱۶ تا ۲۰۱۸، ایالات متحده شاهد افزایش ۵٫۷ درصدی میانگین سالانه ذرات معلق ریز بود که به سنجش کیفیت هوای محیط کمک می‌کند. فناوری‌های به سرعت در حال پیشرفت، اکنون ابزارهایی را برای دستیابی به گذار اقتصاد، تولید انرژی، مدیریت آب و پسماند و تولید مواد غذایی به سمت شیوه‌های پایدار با استفاده از روش‌های بوم‌شناسی سیستم‌ها و بوم‌شناسی صنعتی فراهم می‌کنند.